# كين كالفس
كين كالفس (بالإنجليزية: Ken Kalfus)‏‏ (9 أبريل 1954 في نيويورك - )؛ كاتب، وصحفي، وروائي من الولايات المتحدة.

## الجوائز
- زمالة غوغنهايم

## روابط خارجية
- كين كالفس على موقع IMDb (الإنجليزية)
- كين كالفس على موقع قاعدة بيانات الفيلم (الإنجليزية)